# Basílica de Sainte-Anne d'Auray
La basílica de Sainte-Anne d'Auray (en francés: basilique Sainte-Anne-d'Auray) es una basílica menor de Francia situada en la homónima localidad de Sainte-Anne-d'Auray, en el departamento de Morbihan, en Bretaña. Recibe muchos visitantes debido a que el santuario de Sainte-Anne d'Auray es el lugar de peregrinación más importante de Bretaña, acogiendo a más de 800 000 visitantes al año, la mayoría de ellos peregrinos. Cada año, el 26 de julio, entre 20−30 000 peregrinos asisten al gran perdón de santa Ana, lo que la convierte en la tercera mayor peregrinación francesa después de Lourdes y Lisieux.
La peregrinación tiene su origen en el encuentro de una estatua supuestamente de santa Ana en la noche del 7 al 8 de marzo de 1625 por Yves Nicolazic. Se acondicionó un oratorio provisional de retamas y se colocó la primera piedra el 26 de julio de 1625 de una capilla, a la que siguieron luego un convento y un claustro (1638-1641). La capilla original fue demolida en 1865 para edificar, según proyecto de Édouard Deperthes,  la actual iglesia de estilo neogótico  (1866-1872).
La nueva iglesia fue elevada a basílica menor por un breve apostólico de 22 de mayo de 1874 del papa Pío IX, y fue consagrada el 8 de agosto de 1877.

## Historia
Muerto o viviendo, a Sainte-Anne una vez debe ir todo bretón
Mort ou vivant, à Sainte-Anne une fois doit aller tout Breton
Auguste Brizeux

El culto de Santa Ana se desarrolló en el futuro emplazamiento de la basílica después de varias manifestaciones y apariciones milagrosas de la madre de María, entre 1623 y 1625 (en pleno periodo de la Reforma, que conoció un nuevo auge del culto a los santos y a las reliquias) a Yves Nicolazic, próspero granjero de la localidad de Ker Anna, pedanía de siete granjas y de una cincuentena de habitantes situada en la parroquia de Pluneret y que en bretón significa 'pueblo de Anne'. Una tradición local oral, transmitida por los fieles cristianos de esa región, evoca para explicar el topónimo Ker Anna una referencia a santa Ana, pero esta tradición es en realidad una compostura toponímica resultado de un sincretismo entre el viejo fondo pagano de la diosa Dana y el culto de los santos cristianos. En la noche del 7 al 8 de marzo de 1625, un misterioso cirio (o según otra versión, una antorcha) condujo a Nicolazic y sus vecinos hasta su campo de Bocenno antes de hundirse bajo tierra. Los hombres desenterraron allí una antigua estatua de madera de olivo muy mutilada. Esta estatua era de la diosa romana Bona Dea amamantando a dos niños, pero fue discretamente reesculpida y repintada por los frailes capuchinos de Auray para borrar ese origen pagano. De este modo, se las arreglaron para operar una sustitución de cultos de la deidad pagana y hacer de ella la imagen de santa Ana trinitaria sosteniendo en su regazo a la Virgen y al Niño Jesús. El ingenuo Nicolazic fue así el sujeto de una superchería de estos capuchinos. El rector de Pluneret y el obispo de Vannes no se dejaron engañar por esta invención milagrosa, pero terminaron «por comprender todo el interés espiritual y material de canalizar el encaprichamiento popular y de instruir estas masas tan prontas a creer».
Esta tradición local legendaria está en el origen de la construcción de una capilla bajo la supervisión de Nicolazic, en el mismo sitio del descubrimiento de la estatua. Se acondicionó un oratorio provisional de retamas y luego se colocó la primera piedra para una pequeña capilla el 26 de julio de 1625. La capilla recibió el 4 de julio de 1628 la solemne bendición por el funcionario de Vannes y se convirtió en lugar de peregrinaje de Bretaña, compitiendo con Sainte-Anne-la-Palud.: 89 
La peregrinación estuvo primero a cargo de los padres capuchinos de Auray, desde 1625 a 1628, pero su regla era incompatible con las obligaciones de este tipo, por lo que el obispo de Vannes solicitó a los padres carmelitas que tomaran el relevo. Estos últimos se instalaron en Ker Anna (que poco a poco pasará a conocerse como Sainte-Anne d'Auray) el 16 de febrero de 1628. Inicialmente escépticos ante las visiones de Nicolazic, se mostraron luego, a raíz de las investigaciones realizadas, ardientes propagadores de la peregrinación y se hicieron cargo de la animación del santuario.: 102  Los religiosos edificaron, contiguos a la capilla, un convento y un claustro (1638-1641) en dos plantas todavía visibles hoy en día. La «croix aux Épingles» en el centro del patio recuerda la tradición de las jóvenes del país que deseaban encontrar marido, de plantar alfileres en la base de la cruz (el original era de madera) para ver sus deseos cumplidos. Los carmelitas, en aras de la autenticación de culto, registraron los milagros debidos a la Santa (están consignados 1300 entre 1625 y 1684). El modelo alreeno también fue imitado, pero de forma más discontinua y menos conherente, ya que se registraron otros 700 milagros entre 1632 y 1710, un período relativamente corto de tiempo, en los casi veinte sitios espontáneos de peregrinación de la provincia bretona.: 14 

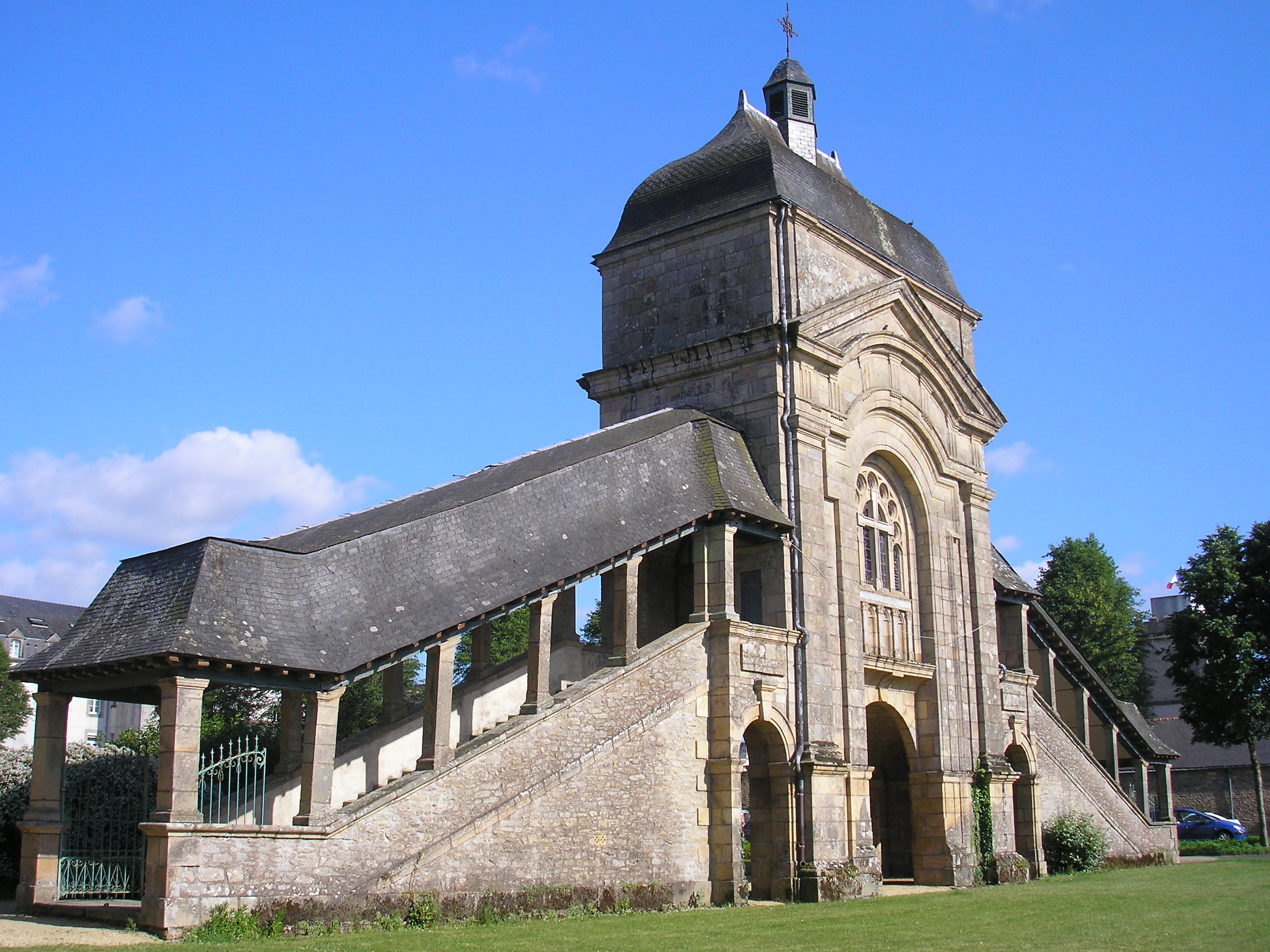
La Scala Santa, construida por los carmelitas en 1662

La Scala Santa, construida por los carmelitas en 1662 delante del pórtico de la capilla para facilitar el desarrollo de las ceremonias religiosas, fue inaugurada el 21 de octubre de 1662. A raíz de una súplica del obispo de Vannes Jean-Marie Bécel, el papa Pío IX, por un rescripto del 14 de mayo de 1870 le concedió las indulgencias relacionadas con las de Roma. Debido a las obras de ampliación de 1870, se desmontó piedra a piedra y fue trasladada al fondo del Campo de la Espina donde fue de nuevo bendecida el 7 de marzo de 1871. La fuente donde Nicolazic tuvo su primera visión en agosto de 1623 es ahora una fuente monumental encajada entre bloques de piedra tallada y un cierre. Esta fuente de Ker-Anna, también llamada la fuente milagrosa (debido a los favores, curaciones e incluso verdaderos milagros obtenidos en el lugar por los peregrinos) es obra de los padres carmelitas en 1898. Un alto pedestal de granito se eleva por encima de tres cuencos de granito y soporta la estatua de Santa Ana con la Virgen María que dan la bienvenida a los peregrinos.: 10 
La Reforma católica fue difundida por un clero secular mejor formado y sobre todo por las misiones, que deben mucho a las formas imaginadas en Sainte-Anne d'Auray desde 1630, censadas para obrar conversiones, mejor que los peregrinajes que pierden entonces interés para la jerarquía: las investigaciones, los «manuales del peregrino» y los registros de milagros se acaban a finales del siglo XVII, pero el éxito de la peregrinación de Santa Ana de Auray perduró e incluso conoció un renovado fervor gracias a un sistema de indulgencias no vinculado al pago de ofrendas, sino a las prácticas de devoción. Con la peregrinación desde lugares distantes en retroceso, el santuario de Santa Ana de Auray tiende a brillar nada más que en el Vannetais. La capilla fue saqueada durante la Revolución. Tras el Concordato de 1801, volvió legalmente al culto. La capilla y el convento de los carmelitas fueron recompradas en 1803 por el obispo de Vannes que estableció en 1815 un pequeño seminario en los edificios de los Carmelitas.: 210 
El obispo de Vannes, Mgr Gazailhan, procedió a la «recarga sacral» del santuario en 1865 mediante la destrucción de la capilla que se había quedado pequeña para acoger a los fieles (la llegada del ferrocarril en la década de 1860 había favorecido las peregrinaciones), para en su lugar construir una iglesia más espaciosa. El edificio actual fue construido en estilo neogótico por el arquitecto Édouard Deperthes, de 1866 (la primera piedra fue colocada el 4 de septiembre) a 1872. La nueva iglesia fue elevada a basílica menor por un breve apostólico de 22 de mayo de 1874 del papa Pío IX, y fue consagrada el 8 de agosto de 1877.
El papa Juan Pablo II celebró una misa delante de la casa Keranna, al oeste de la basílica, el 20 de diciembre de 1996, con la participación de 100 000 personas. Después de la visita, se acondicionó un «espace Jean-Paul II» en el exterior de la basílica. Con motivo de su canonización en 2014, la basílica recibió a título definitivo una reliquia («Ex Capillis Sancti Joannis Pauli II Papae», algunos de sus cabellos) y una estatua del papa.

## Arquitectura y mobiliario

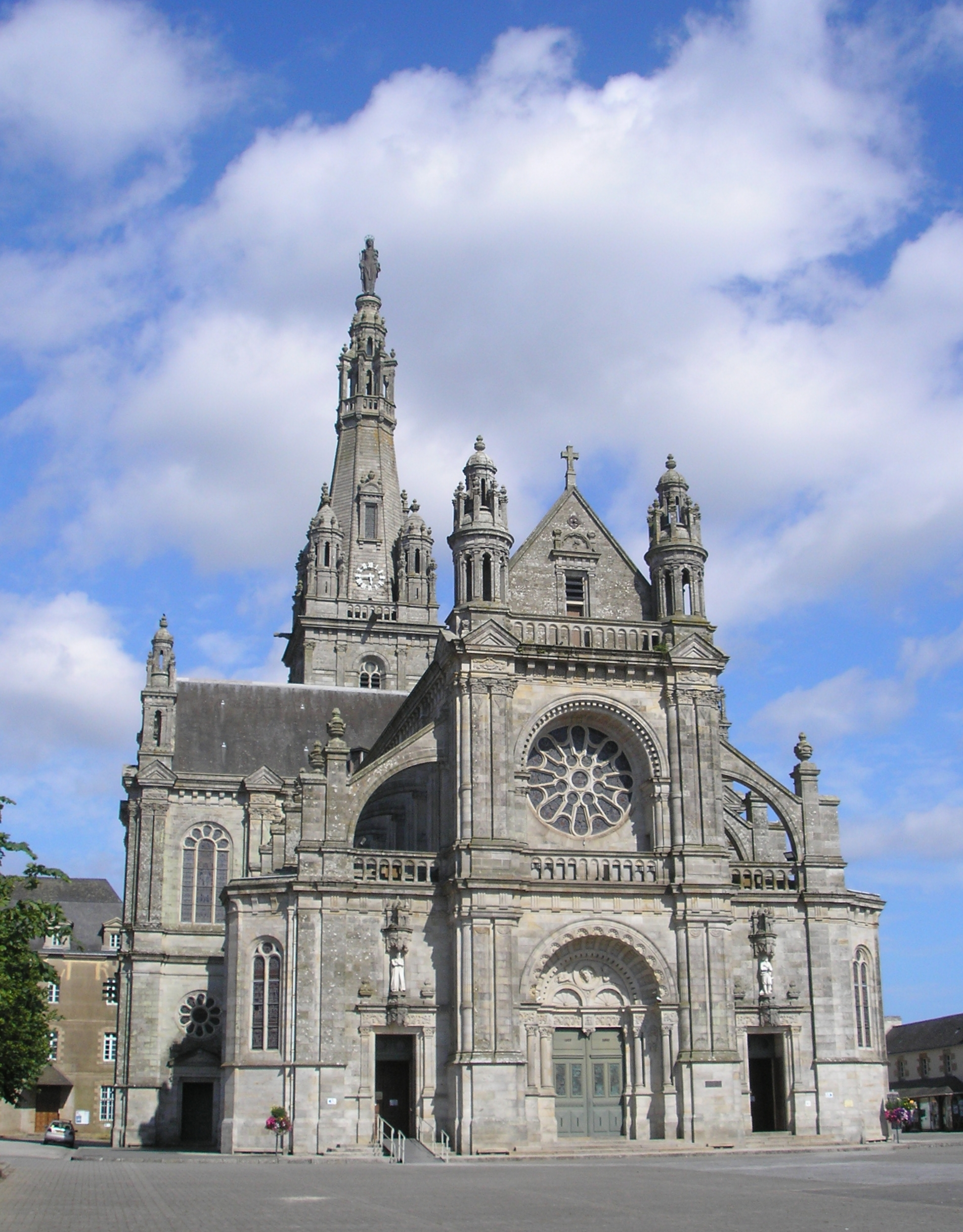
Fachada principal de la basílica.

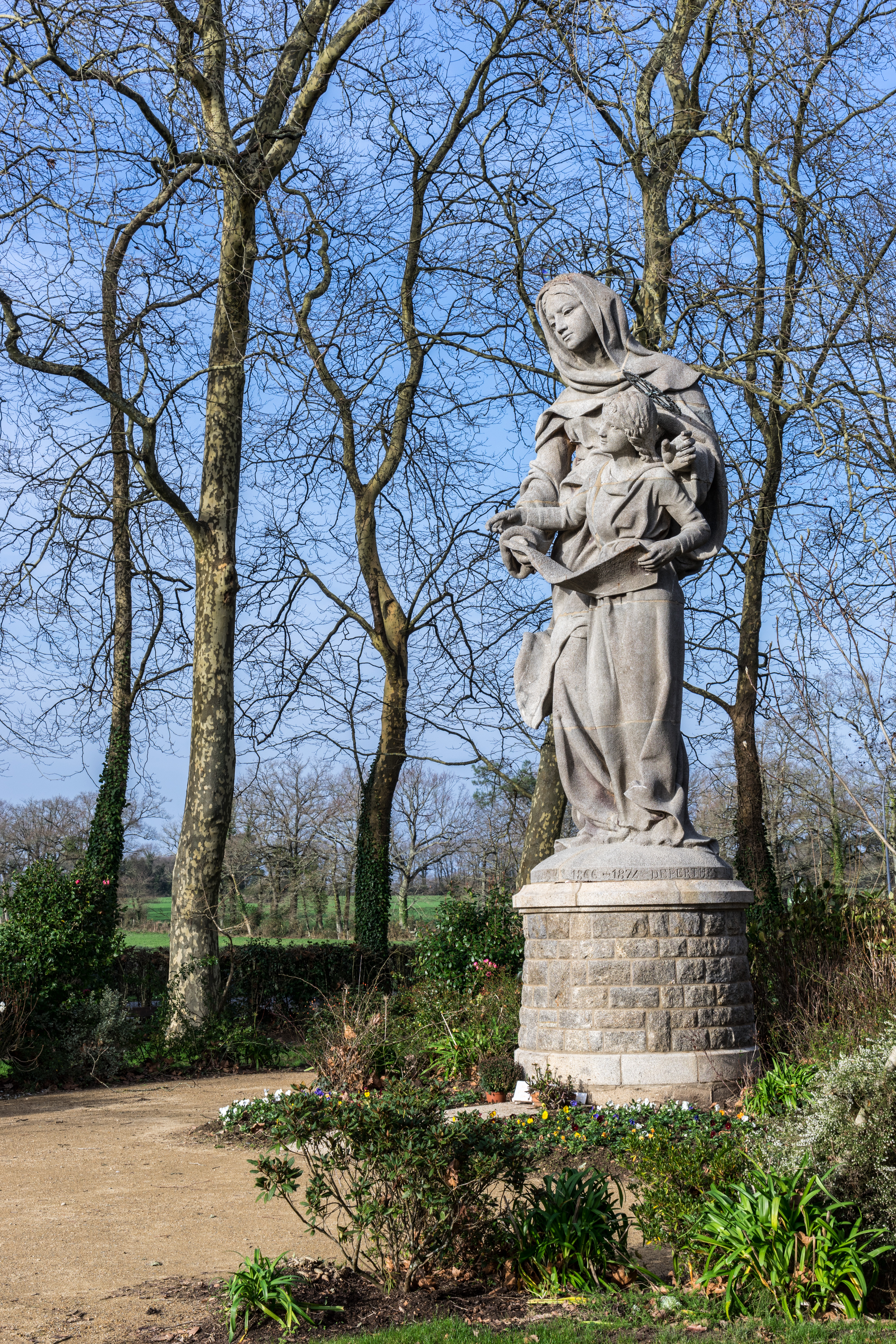
Antigua estatua de flèche de Sainte-Anne, descendida en 1976.

La iglesia es de planta en forma de cruz latina.
La fachada principal consiste en una triple división horizontal y vertical. La división vertical comprende, en el medio, el pórtico central, con una gran puerta de doble hoja bajo un profundo dovelaje. Luego, después de la primera galería, la planta está perforada con una gran rosa. Por encima de la segunda galería se eleva el gran frontón triangular inscrito entre dos pináculos, cuyas pendientes corresponden a las de la cubierta de la nave.
Por encima de las puertas laterales de esta fachada se colocan en dos nichos con dosel las estatuas en mármol, obras del escultor Alexandre Falguière que representan al penitente Pierre Le Gouvello de Keriolet y a Yves Nicolazic, vestido de campesino bretón. Sus tumbas están en dos pequeñas cavas realizadas bajo el nivel del altar al fondo de la basílica.: 25 
La basílica tiene una nave central y dos naves laterales cuyas bóvedas están compartimentadas y con cinco claves pingantes, con ligeras pinturas recubriendo los arcos. El alzado de la nave, en dos niveles, comporta arcadas en crucetas que descansan sobre las pilastras, de ventanas altas separadas del primer nivel por un friso y una cornisa. Los pilares suben con sus columnas adosadas hasta la bóveda para recibir los arcos transversales y el haz estrellado de nervaduras. La clausura esculpida que rodea el coro está incrustada de granito de los Alpes y de piedra caliza de Echaillon. Está ritmada por pilares que sostienen candelabros y está decorada con un medallón que recuerda el entorno donde Nicolazic desenterró la estatua milagrosa. En el centro del gran arco que corona el coro, decorado con follajes modelados sobre un fondo de oro, se ha esculpido el escudo papal, junto con la inscripción «SANCTA ANNA ORA PRO NOBIS» ('Santa Ana, ruega por nosotros').: 160  El antecoro tiene estatuas de san Joaquín y de san José adosadas a los pilares. El retablo del altar principal, obra de Falguière de 1874, es de mármol blanco realzado con mármoles policromos. Adornado con estatuas de los cuatro evangelistas con sus atributos, tiene un tabernáculo rodeado por cuatro relicarios y un crucifijo de bronce dorado.: 6  Detrás domina el buffet del órgano «Cavaillé-Coll». Clasificado monumento histórico en 1997, fue restaurado en 2010 después de pasar más de dos años y medio en el taller nantés del constructor de órganos Nicolas Toussaint
En la cabecera se encuentra la torre-campanario cuya planta superior está decorada con cuatro pináculos de inspiración renacentista, una flecha piramidal que se expande en una linterna. Este campanario alberga cinco campanas: las cuatro más grandes salieron en 1873 de los talleres Havard de Villedieu-les-Poêles (el bordón de 5,12 toneladas da el la bemol grave del diapasón); una quinta campana, de los talleres Paccard de Annecy, se añadió en 1965.: 10  En la parte superior de la flecha octogonal de 75 metros de altura se encuentra la imagen de Santa Ana, obra de Bizette-Lindet. De una altura de 6,30 metros y un peso de 3,5 toneladas, fue izada en lo alto de la torre en 1976. La escultura lleva una antorcha en la mano, y recuerda el falso descubrimiento de la imagen de Santa Ana por Yves Nicolazic. La basílica se construyó en el lugar de este descubrimiento milagroso. Este prodigio era común en la época, y muchas peregrinaciones comportan la invención de estatua, fenómeno «central en la creatividad religiosa de la edad barroca», en Bretaña como en otras partes. Colocada en una capilla del santuario, la estatua fue despojada y quemada en Vannes durante la Revolución, pero un testigo logró salvar un remanente calcinado (un fragmento esculpido en forma de cabeza). Este fragmento está ahora incrustado en la base de la estatua coronada de Santa Ana, en madera dorada a la hoja, obra del escultor Barrême d'Ancenis de 1825 emplazada en el retablo del altar de la Devoción, en el transepto sur. Una estatua de 1922 en madera del Senegal llamada la «Voyant de Sainte Anne» ('Vidente de Santa Ana') obra del escultor Joseph Jégouzo d'Auray, se encuentra a la derecha del altar y representa a Yves Nicolazic orando.: 6 

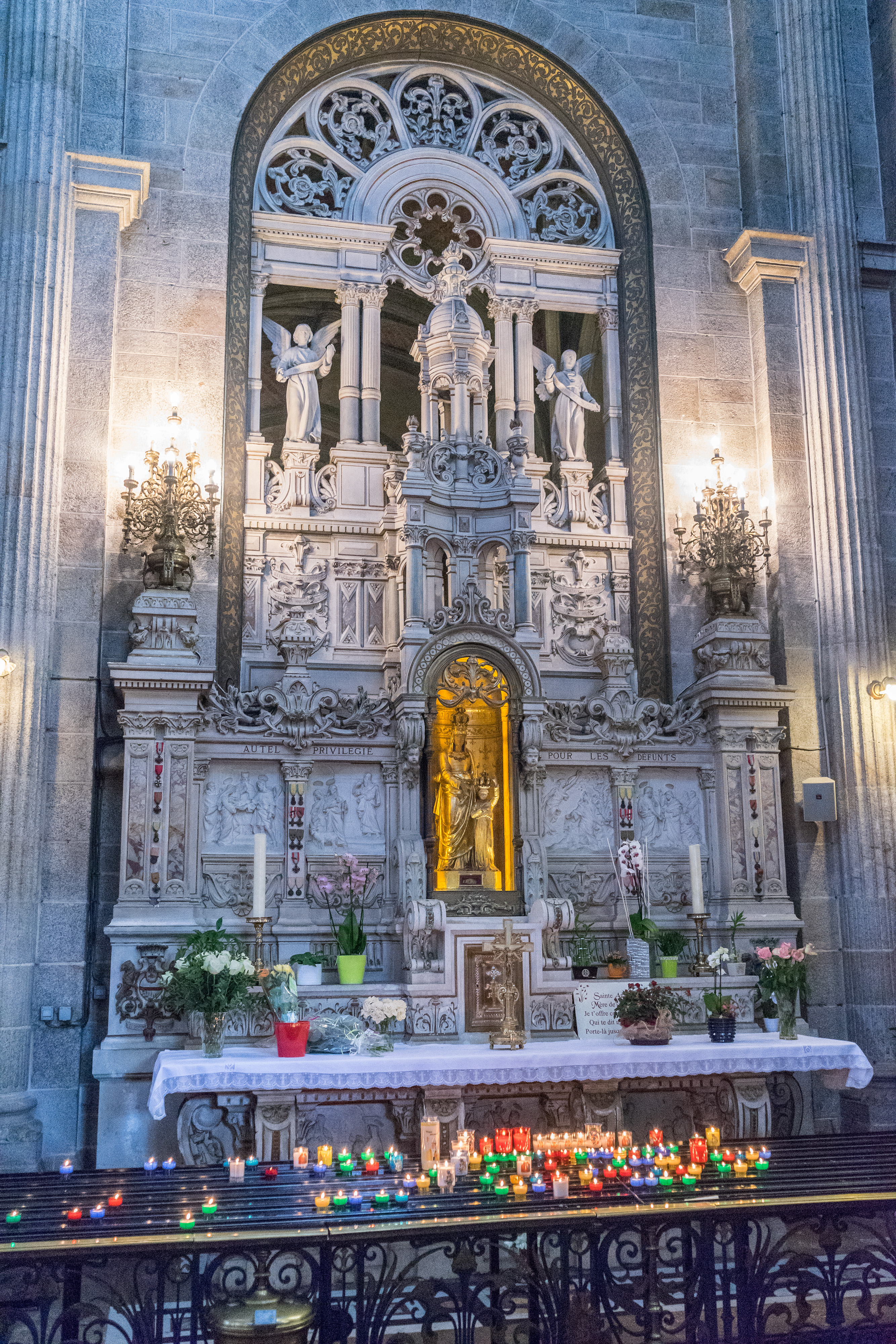
Altar de Santa Ana con su brûloir de lamparillas.

En este altar de santa Ana, sobre el pilar izquierdo de la tabla, esta fijado desde 1890 un relicario-ostensorio en forma de armiño que contiene entre otras como reliquia un fragmento presentado como procedente del brazo de santa Ana, ofrecido por el rey Luis XIII en 1639, en reconocimiento del nacimiento del delfín. Esa reliquia habría venido de Constantinopla en 1223 y habría estado hasta entonces conservada en la catedral de Santa Ana de Apt. Se convirtió en el otro punto de atracción de la peregrinación con la estatua. El retablo tiene siete bajorrelieves esculpidos en mármol de Carrara por Alexandre Falguière, representativos de las grandes etapas de la vida de santa Ana.: 6 
En el altar de la Virgen del brazo norte del transepto están encastrados cinco bajorrelieves de alabastro de 1532, que representan escenas de la vida de Cristo.
Las capillas laterales están dedicadas especialmente a san Yves y san Pedro (patrones de Nicolazic y de Keriolet), a san Juan Bautista, a santa Isabel, al Sagrado corazón, a la Virgen, a santa Ana y a la Archicofradía de Santa Ana.: 147 
Los peregrinos que besan los pies de la estatua de bronce de san Pedro situada a la entrada de la iglesia, pueden beneficiarse de una indulgencia de 40 días por este acto de religión.: 165 
En todas las esculturas, en las piezas de mobiliario en roble macizo y en los herrajes se desarrolla una decoración cuyos temas básicos son la urna llameante, la flor de lis y la venera de Santiago. Los ex-votos ofrecidos a santa Ana de Auray son numerosos: de cuatro a cinco mil placas de mármol que adornan los muros de la basílica y sobre todos los muros del claustro. Una sala, llamada del Tesoro, contiene miles de objetos: además del tradicional mobiliario litúrgico (cálices, patenas, copones, vasos litúrgicos, cruces, incensarios, campanillas, manuscritos, vestimentas litúrgicas...) y los exvotos de mecenas prestigiosos, ofrendas de lo más diverso provenientes de acontecimientos de la vida cotidiana que dan lugar a testimonios de espontánea gratitud: corona nupcial, foto y corpiño en reconocimiento de un nacimiento largamente deseado, bolígrafo o diploma para agradecer un examen satisfactorio, trofeos deportivos, tales como los maillots amarillos de algunos ganadores del Tour de Francia, alfileres, tornillos, clavos o cruces tragadas por niños y cuya extracción se consideró milagrosa, medallas militares, culatas de fusil para dar gracias a la protección en el campo de batalla o en los campos de prisioneros, rosarios, anillos o botes para dar gracias por curas, ahogamientos evitados o naufragios cuyos supervivientes ilustran el souvenir en agradecimiento a santa Ana.

## Protecciones
- Las fachadas de los edificios alrededor del claustro fueron objeto de una inscripción al título de los monumentos históricos desde el 21 de octubre de 1925.[1]
- El pórtico de la basílica fue objeto de una inscripción al título de los monumentos históricos desde el 8 de septiembre de 1928.[1]
- La Scala Sancta fue objeto de una inscripción al título de los monumentos históricos desde el 13 de febrero de 1929.[1]
- La basílica fue objeto de una inscripción al título de los monumentos históricos desde el 29 de octubre de 1975.[1]
- El claustro, restaurado en el año 1993, fue objeto de una clasificación al título de los monumentos históricos desde el 18 de octubre de 1983.[1]
- El antiguo convento fue objeto de una inscripción al título de los monumentos históricos desde el 18 de enero de 2013.[1]

## Galería de imágenes

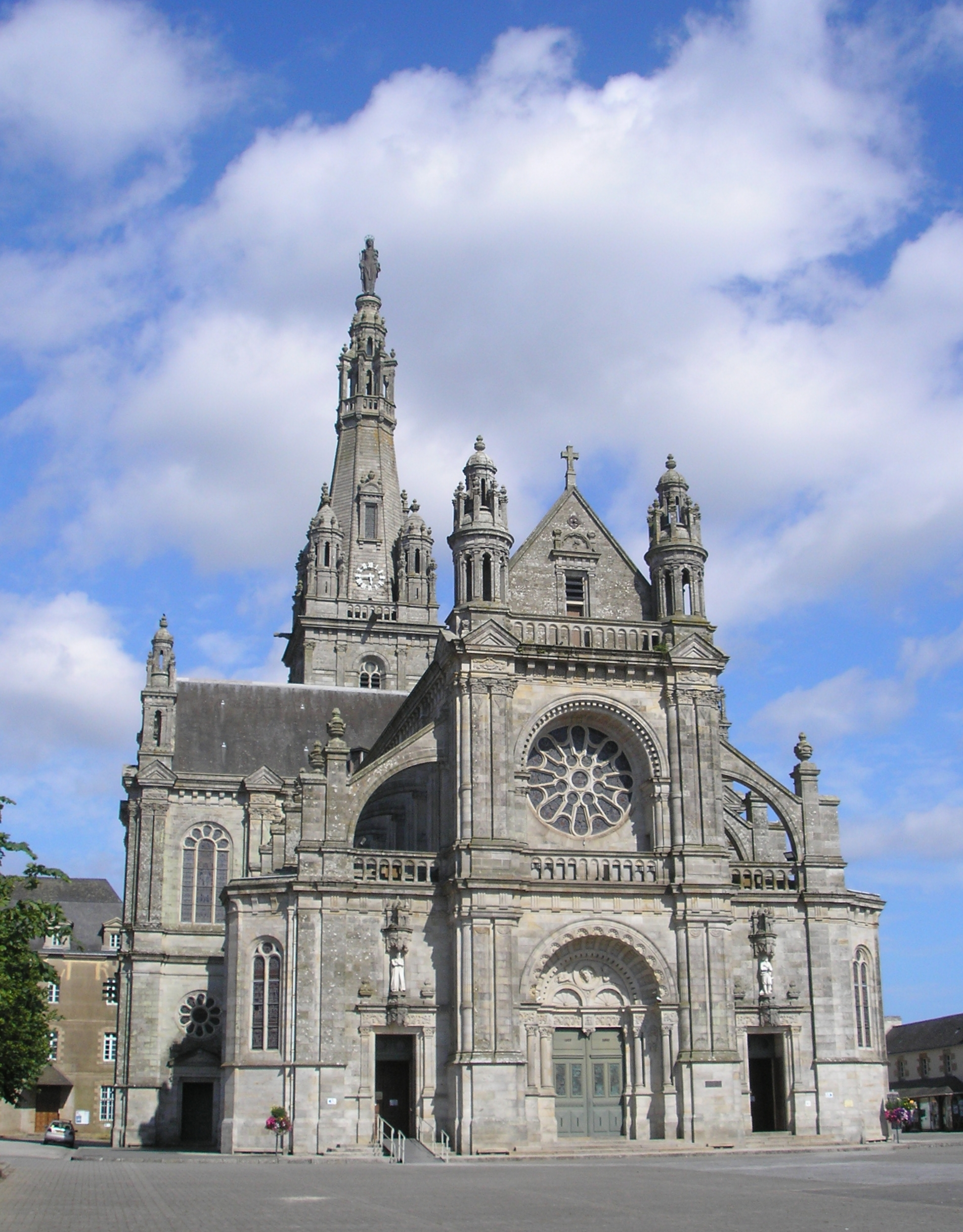
Basílica Sainte-Anne d'Auray (exterior)
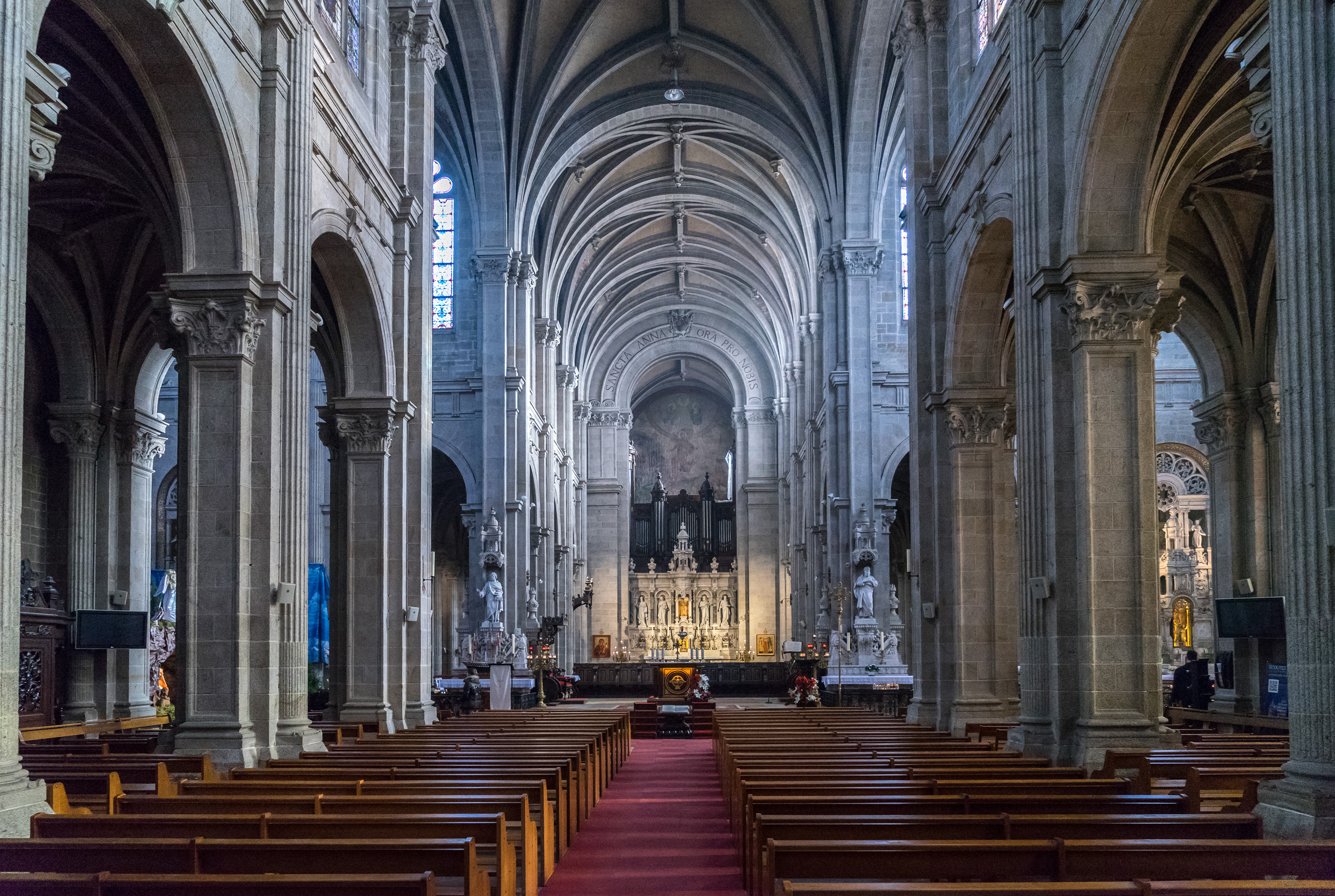
Nave de la basílica
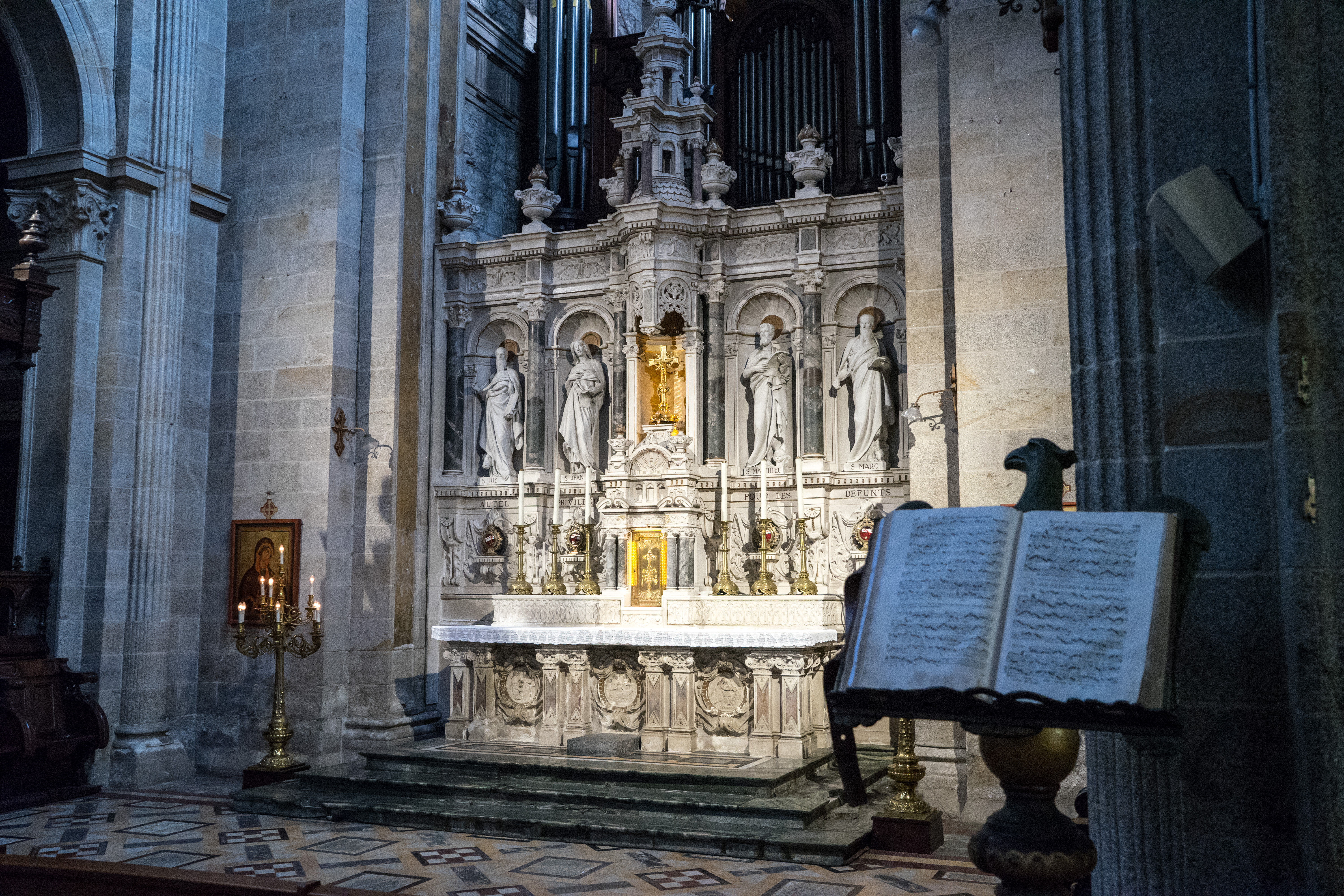
Coro con el altar mayor
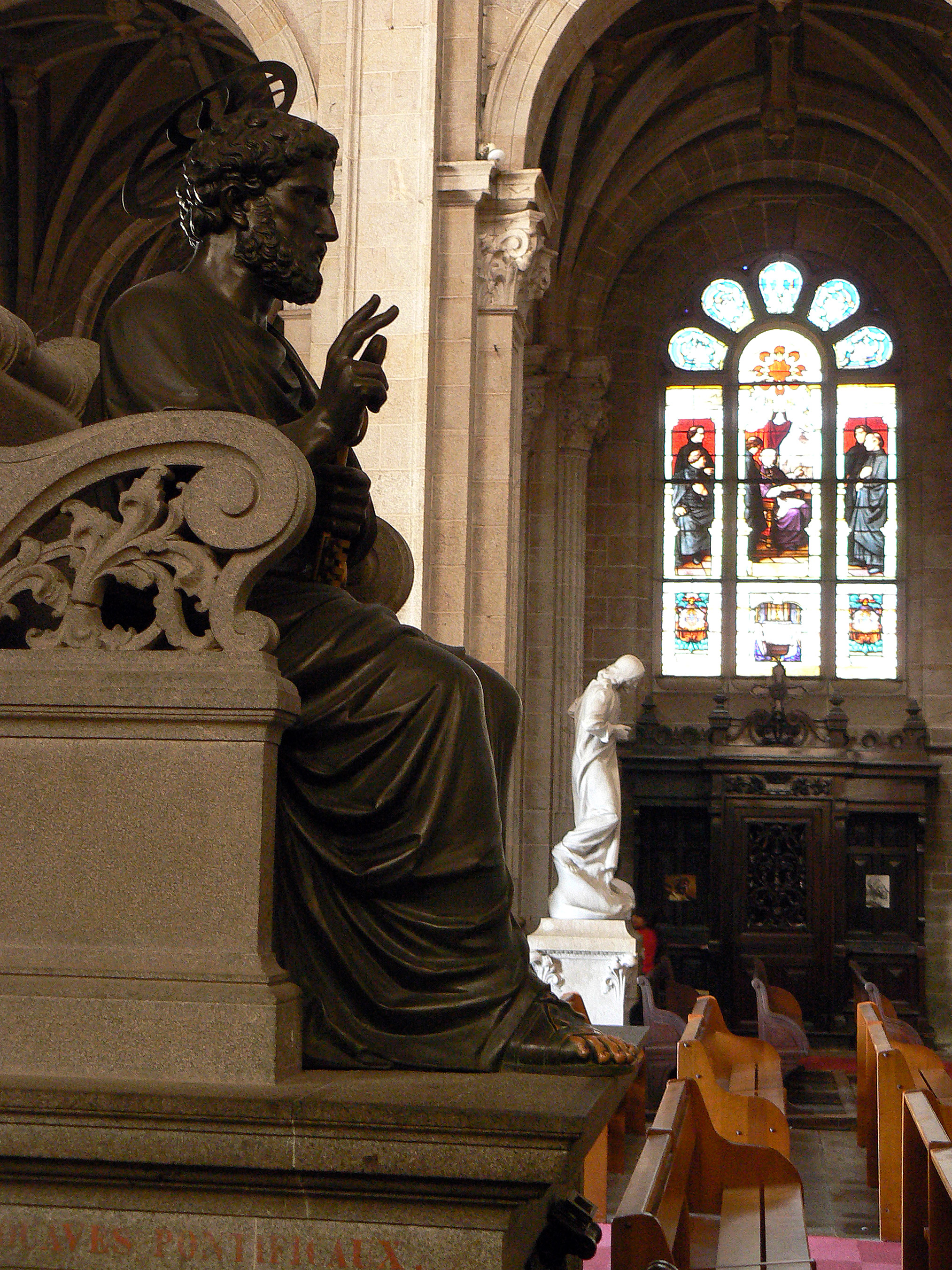
Estatua en bronce de San Pedro
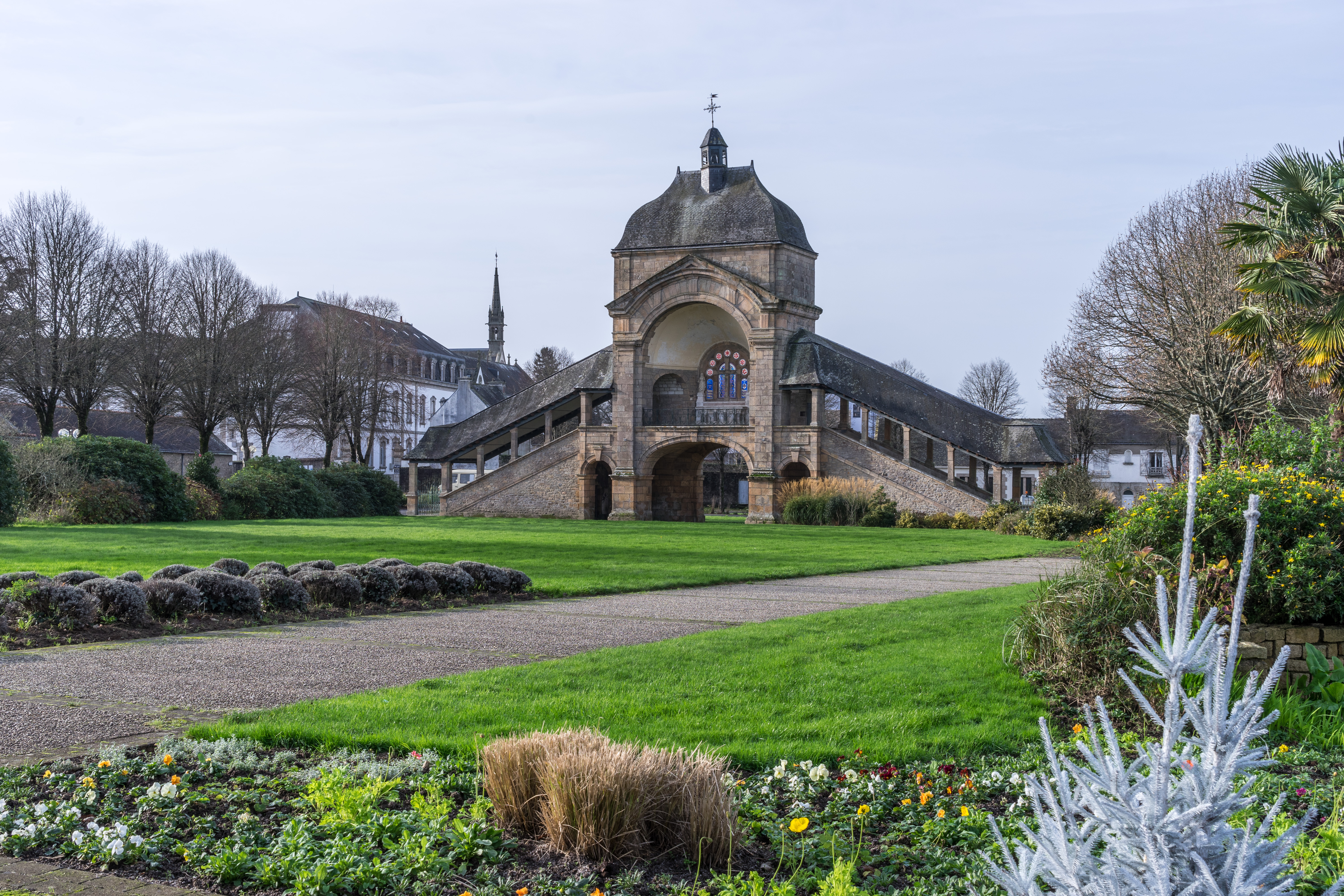
Scala Sancta de la basílica
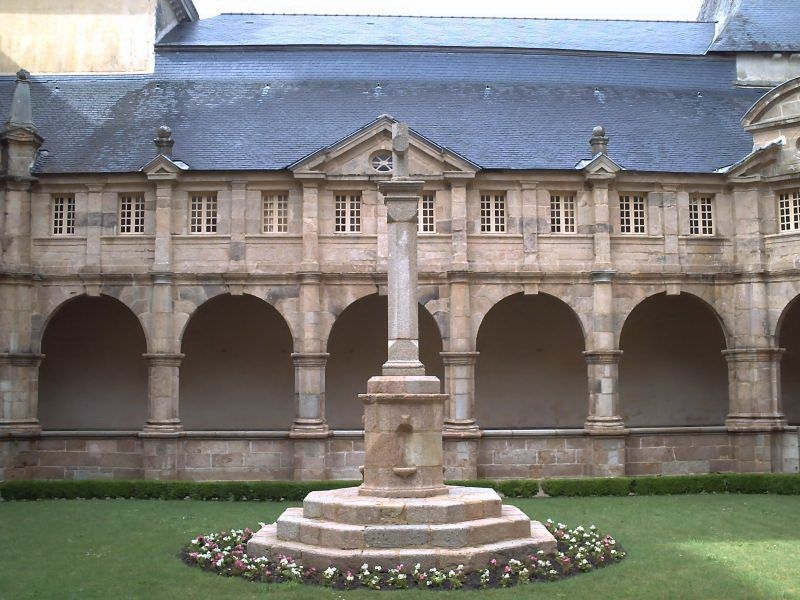
Claustro y « croix aux Épingles »